# Maria Izabel Costa
Maria Izabel Costa (Paraty, 8 de junho de 1951), é uma das maiores produtoras de cachaça em Paraty e leva a herança cultural da cachaça da região para o mundo. Intitulada "A última das moecanas", rótulo que faz um trocadilho de moicanos com moedora de cana para a fabricação de cachaça, Maria Izabel mantém o processo de produção artesanal e é símbolo de resiliência e conexão com a terra.

## Biografia
A família de Maria Izabel tem uma rica história em Paraty. Seu bisavô paterno, Francisco Lopes da Costa, foi um importante exportador de cachaça. O avô, Samuel Costa, foi o primeiro prefeito eleito de Paraty. Tragicamente, o pai, Paulo do Amaral Costa, faleceu jovem, quando ela tinha apenas quatro anos. Já a mãe, Josephina Gibrail Costa, fez história como a primeira vereadora de Paraty e uma das primeiras mulheres eleitas para cargos públicos no Brasil. Na região, seu sítio é conhecido como “a casa das sete mulheres”, por causa das seis filhas da produtora: Izabel, de 51 anos, Maria, 49, Mabel, 47, Mariza, 42, Maíra, 38, e Maia, 25, cinco do primeiro casamento com Carlos, arquiteto argentino, e a mais nova do quase casamento com Alain, francês navegador que morava em um veleiro e negociava pedras preciosas.

## Atuação profissional
Pesquisas recentes revelam que a presença feminina na produção de cachaça remonta aos tempos coloniais, quando mulheres conciliavam essa atividade com os afazeres domésticos e familiares. Essa participação não é um fenômeno novo, mas sim uma história que foi silenciada, pois o universo da cachaça era, até recentemente, percebido como estritamente masculino. Contudo, assim como a cachaça vem superando o preconceito de ser vista como uma bebida inferior, a crescente ocupação desses espaços por mulheres – seja nos alambiques, nas degustações ou nos júris de concursos – está derrubando estigmas e estereótipos de gênero.
Após a separação do marido, e sem recursos financeiros ou uma profissão definida, Maria Izabel encontrou na destilação de cachaça a solução para sustentar sua família. Com um espírito livre e determinado, ela não só aprendeu o ofício, mas também redefiniu padrões e quebrou preconceitos no tradicionalmente masculino mercado da cachaça. Sua jornada começou nos anos 1980, com a aquisição de um sítio isolado à beira-mar em Paraty, no Rio de Janeiro. Em 1996, mesmo diante de desafios como a falta de estrada e energia elétrica, ela iniciou a construção de seu alambique, utilizando a cana-de-açúcar cultivada em sua própria propriedade. O projeto foi inteligentemente adaptado ao declive do terreno, permitindo que todo o processo — da fermentação do mosto à destilação da cachaça — acontecesse por gravidade. Maria Izabel, com seu envolvimento pessoal em cada etapa, contou com a valiosa orientação de Pedro Peroca, que a ensinou a preparar o fermento de milho.